# 2009年世界房車錦標賽法國站
2009年世界房車錦標賽法國站是2009年度世界房車錦標賽的第四站賽事，正式比賽在2009年5月17日於法國波城賽道上舉行。這是第五次在法國舉行賽事。第一回合由雪佛蘭車隊的荷夫勝出，第二回合由雪佛蘭車隊的文尼勝出。